# Seleção Burquinense de Futebol
A Seleção Burquinense de Futebol representa Burquina Fasso nas competições de futebol da FIFA. Ela é filiada à FIFA, CAF e à WAFU.

## História
Conhecida também pelo apelido de Les Etalons (Os Garanhões), a seleção de Burquina Fasso nunca conseguiu se classificar para uma Copa do Mundo. A ocasião em que esteve mais perto de se classificar foi nas Eliminatórias da Copa do Mundo de 2014, quando bateu na trave ao perder a vaga para a Argélia, em confronto de ida e volta. Venceu o jogo de ida em Burquina Fasso por 3-2, mas no jogo de volta na Argélia foi derrotada por 1-0, sendo eliminada pelo critério do gol fora de casa. 
Já se classificou oito vezes para o Campeonato Africano das Nações, tendo se destacado em 1998 e 2021, quando ficou em 4º lugar, em 2017, quando ficou em 3º lugar e também em 2013, quando foi vice-campeã.

## Desempenho em Competições

### Copa do Mundo
- 1930 a 1974 – Não entrou
- 1978 – Não se classificou
- 1982 a 1986 – Não entrou
- 1990 – Não se classificou
- 1994 – Desistiu
- 1998 a 2022 – Não se classificou

### Campeonato Africano das Nações
- 1957 a 1965 – Não entrou
- 1968 – Não se classificou
- 1970 a 1972 – Desistiu
- 1974 – Não se classificou
- 1976 – Não entrou
- 1978 – Eliminada na fase de grupos (como Alto Volta)
- 1980 – Não entrou
- 1982 – Não se classificou
- 1984 a 1988 – Não entrou
- 1990 a 1992 – Não se classificou
- 1994 – Desistiu durante a fase classificatória
- 1996 – Eliminada na fase de grupos
- 1998 – Quarto Lugar
- 2000 – Eliminada na fase de grupos
- 2002 – Eliminada na fase de grupos
- 2004 – Eliminada na fase de grupos
- 2006 a 2008 – Não se classificou
- 2010 – Eliminada na fase de grupos
- 2012 – Eliminada na fase de grupos
- 2013 - Vice-campeã
- 2015 - Primeira fase
- 2017 - Terceiro Lugar

## Campanhas de destaque
- Campeonato Africano das Nações
  - 4º lugar - 1998
  - 3º lugar - 2017
  - 2º lugar - 2013
- Campeonato Mundial de Futebol Sub-17
  - 3º lugar - 2001[2]
- Jogos da Francofonia
  - Medalha de Bronze - 2005

## Ranking da FIFA
Atualmente, a seleção de Burquina Fasso ocupa a 64ª posição no ranking mundial da FIFA.